# Titularbistum Themiscyra
Themiscyra (ital.: Temiscira) ist ein Titularbistum der römisch-katholischen Kirche. 
Es ist nach der antiken Stadt Themiskyra benannt, die in der römischen Provinz Asia bzw. Helenopontos lag, nahe dem heutigen Ort Terme in der Provinz Samsun in der Türkei. Der Bischofssitz war der Kirchenprovinz Amasea zugeordnet.
| Titularbischöfe von Themiscyra |                                   |                                                                                  |                   |                  |
| Nr.                            | Name                              | Amt                                                                              | von               | bis              |
| 1                              | Amand von Buseck OSB              | Weihbischof in Fulda (Deutschland)                                               | 26. Januar 1728   | 5. Oktober 1752  |
| 2                              | Johann Andreas Kayser von Kaysern | Weihbischof in Prag (Tschechien)                                                 | 3. März 1760      | 17. Juli 1775    |
| 3                              | István Nagy                       | Weihbischof in Esztergom (Ungarn)                                                | 16. Dezember 1776 | 5. Mai 1804      |
| 4                              | Anzelm Wojciech Brodziszewski     | Weihbischof in Gnesen (Polen)                                                    | 1. März 1841      | 10. August 1866  |
| 5                              | Antonio Colomer OP                | Apostolischer Vikar von Hai Phòng (1871–1883) und Bac Ninh (1883–1902) (Vietnam) | 30. Januar 1871   | 7. Februar 1902  |
| 6                              | Thomas Francis Cusack             | Weihbischof in New York (USA)                                                    | 11. März 1904     | 5. Juli 1915     |
| 7                              | Andrej Karlin                     | Altbischof von Triest (Italien)                                                  | 15. Dezember 1919 | 6. Juni 1923     |
| 8                              | Henry Aloysius Gogarty CSSp       | Apostolischer Vikar von Moshi (Tansania)                                         | 23. Dezember 1923 | 8. Dezember 1931 |